# Marigüitar
Marigüitar est le chef-lieu de la municipalité de Bolívar dans l'État de Sucre au Venezuela.